# 北の京・芦別

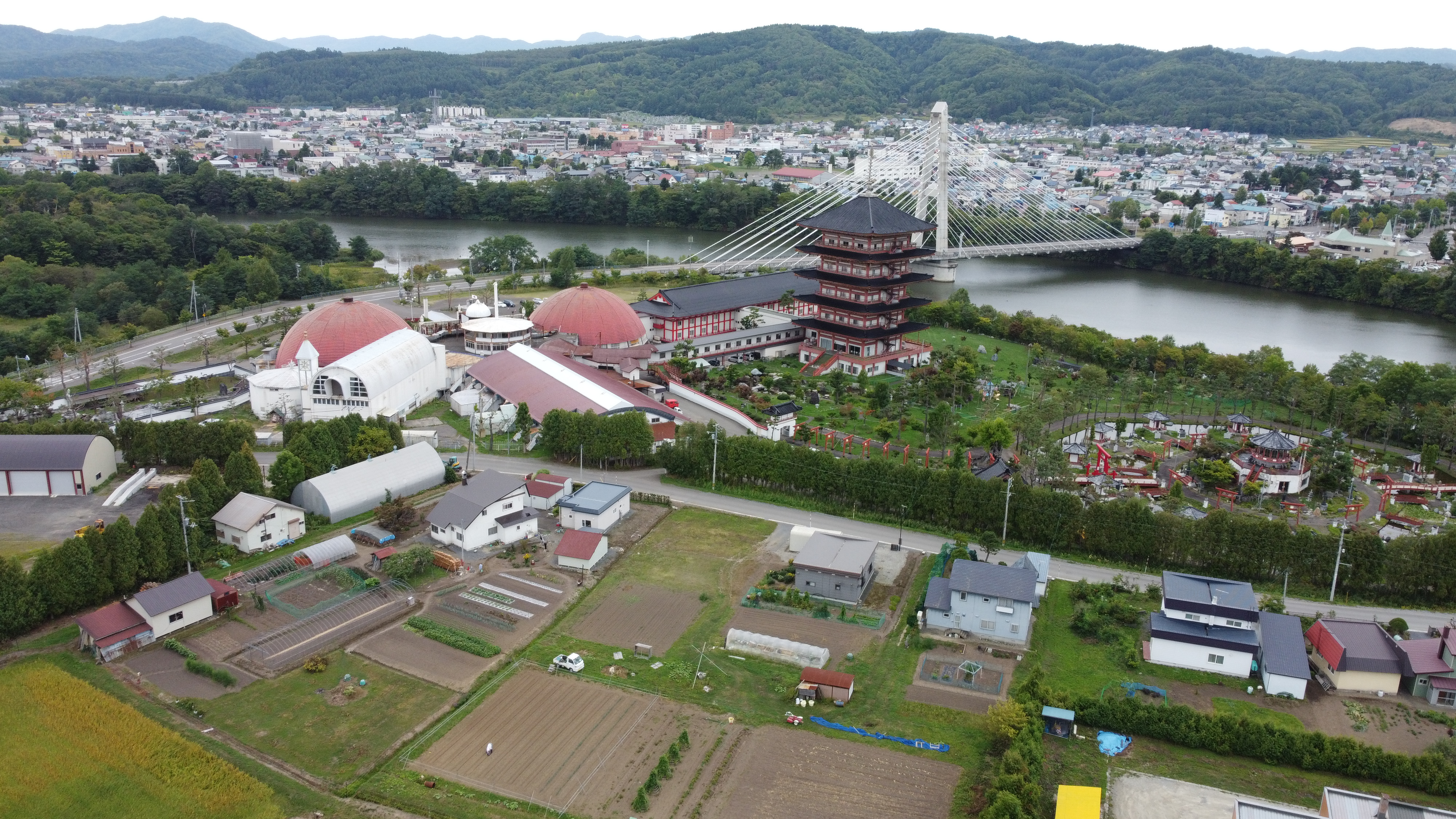
空撮による敷地内全体像（北海道大観音とホテル五重塔他）

北の京・芦別（きたのみやこ・あしべつ）は、かつて北海道芦別市に存在した、宿泊施設を備えたレジャーランド施設。1990年代半ばから経営不振に陥り、2008年に運営会社が特別清算を申請。福島県の企業に土地・建物が所有移管され営業を継続したが、2012年には奈良県の企業が買収。スポーツの合宿や教育研修に特化した宿泊施設となる。「北海道大観音」は2013年、石川県金沢市に本部を置く宗教法人「天徳育成会」が購入。現在は同法人の北海道分院として運営されている。

## 概要
相次ぐ炭鉱閉山による沈滞を打開するための観光開発を図るべく、1968年より常磐ハワイアンセンターをヒントとして大規模レジャー施設構想が発足。1969年に市内の有志ら160人の出資により資本金9,350万円で株式会社芦別レジャーランドを設立、11万坪の敷地に総工費4億円をかけ1970年7月17日に「芦別レジャーランド」を開業。また建設にあたっては産炭地域振興事業団がレジャー施設への融資を初めて実施し7000万円を融資した。宴会・婚礼施設を備えたホテルや温水プール、ショーステージ、ボウリング場、熱帯植物園、お祭り広場、屋外遊園地、大浴場、喫茶、民謡広間、土産店、ダンスホール、洋弓場、遊具コーナー、ローラースケート、ゴーカート、ポニー牧場、ボート遊覧船を設けた。
当初は若者・家族連れを主な客層として想定するも日曜・祝日以外の集客が乏しいことから老人と主婦を主対象に転換、1972年に高齢者にも親しみやすい宗教観光路線へ転換し、1973年7月に芦別産の銘石200個以上を用いた銘石大浴場、1974年に十二支苑、1978年に世界最大級の五重塔であるホテル五重塔を建設した一方で、1983年に洋風大宴会場「宮殿の大広間」、1984年に日本庭園大浴場・ギリシャ神殿大浴場、1985年にジャンボプールを設置し再度若年・家族層へのアピールを図った。農閑期の農家の余暇需要を取り込みつつ、札幌圏と道東方面の間に位置することからバスツアーの中継点としても用いられた。
1988年に会社名・施設名を北の京・芦別に改称、「レジャーランド」の古いイメージからの脱却とテーマパーク的なイメージを強調し十二支苑や五重塔や大観音計画のイメージも反映させる形とした。1989年には世界平和や北海道の発展の願いを込めた北海道大観音が建立され、1993年にはホテル三十三間堂の開業により日本の古都を思わせる主要施設群が完成、道内のヘルスセンターやテーマパークの先駆けとなった。しかし公共温泉の増加や景気の悪化に伴い1990年の約17億円をピークに売上が減少し経営が悪化、2004年に子会社として「有限会社ランド」を設立し累積債務の整理と経営再建を計画、2007年1月に北の京芦別を精算しランドに経営権を譲渡した後施設も3月に同社が1億円で落札し4月から経営に乗り出した。
2008年4月8日に母体だった「株式会社 北の京芦別」が特別清算を受け、2008年11月までランドが営業。しかしその後も経営は安定せず不動産所有権が福島県の「豊島硝子」を経て芦別市内の「アイカム」により営業を継続するも赤字が続き、2011年10月29日に「経営元の株式会社アイカムが撤退するため10月31日をもって休業となり、従業員はすべて退職」という報道がなされたが、後に公式Webサイトにおいて「12月12日12時から営業再開」と告知され、休業期間は41日間で終了。
その後東京の「アトリー」傘下の企業である奈良県の教育研修事業などを行う「アコンプ」が施設を買収し、2012年6月に全不動産の譲渡を受け改装し8月からは合宿・教育訓練に特化した宿泊施設としてライフステージホテル天都へ改名。
2013年1月に石川県金沢市の宗教法人「天徳育成会」が大観音像を購入。またスポーツ合宿事業の見通しが立たないことから、宗教施設として観音像やホテル部分の固定資産税免除を芦別市に申請し認められ、宗教施設扱いで有料宿泊者の受け入れが出来ないため2013年8月末アコンプはホテル営業を終了し、2013年末以降はホテル棟や十二支苑も無償貸与され事実上天徳育成会北海道分院が占有する施設となっている。

## 北海道大観音
1989年に建立、総工費は約30億円で清水建設が施工。全高88 mで、完成当時は世界最大級の大仏とされた。20階建ての内部には京都・韓国・中国・チベットなどから収集した約200体の仏像などを集めており、仏教美術館として開業当時は有料公開されており、エレベーターで頭頂部まで上ることができた。大小の観音像や本尊が安置され、最上階には大観音展望台が設置され芦別市内や芦別岳を見下ろす事ができた。1989年11月3日には日本とインドの僧侶およそ20数名により開眼法要が行われた。
18階には「迷企羅神将・白衣観音・伐折羅神将」の3体の像が置かれており、16階に「広目天・増長天・龍頭観音・持国天・多聞天」、14階に「虚空蔵菩薩・如意輪観音・勢至菩薩」、12階に「日光菩薩・延命南海菩薩・月光菩薩」、10階に「地蔵菩薩・慈母観音・地蔵菩薩」、8階に「普賢菩薩・聖観音・文珠菩薩」と、菩薩像や観音像をはじめとする像がそれぞれ設置されている。
6階には十二支の「干支守本尊」が設けられ、4階には56観音の大理石彫刻壁画、世界の仏具と仏像・薬師如来を収蔵した仏教資料館があるほか、七福神が祀られている「七福神殿」が2階に、身代わり観音として御利益があるとされる「千体観音」が1階の入り口を入ったところに位置する。大観音像前に広がっている庭園はインドのタージ・マハルの庭園を模して造られ6段の滝と噴水が配置された。観音像や仏像が内部に多数あるため、観光のほか信仰の場としても機能している。

## 宿泊施設
本館

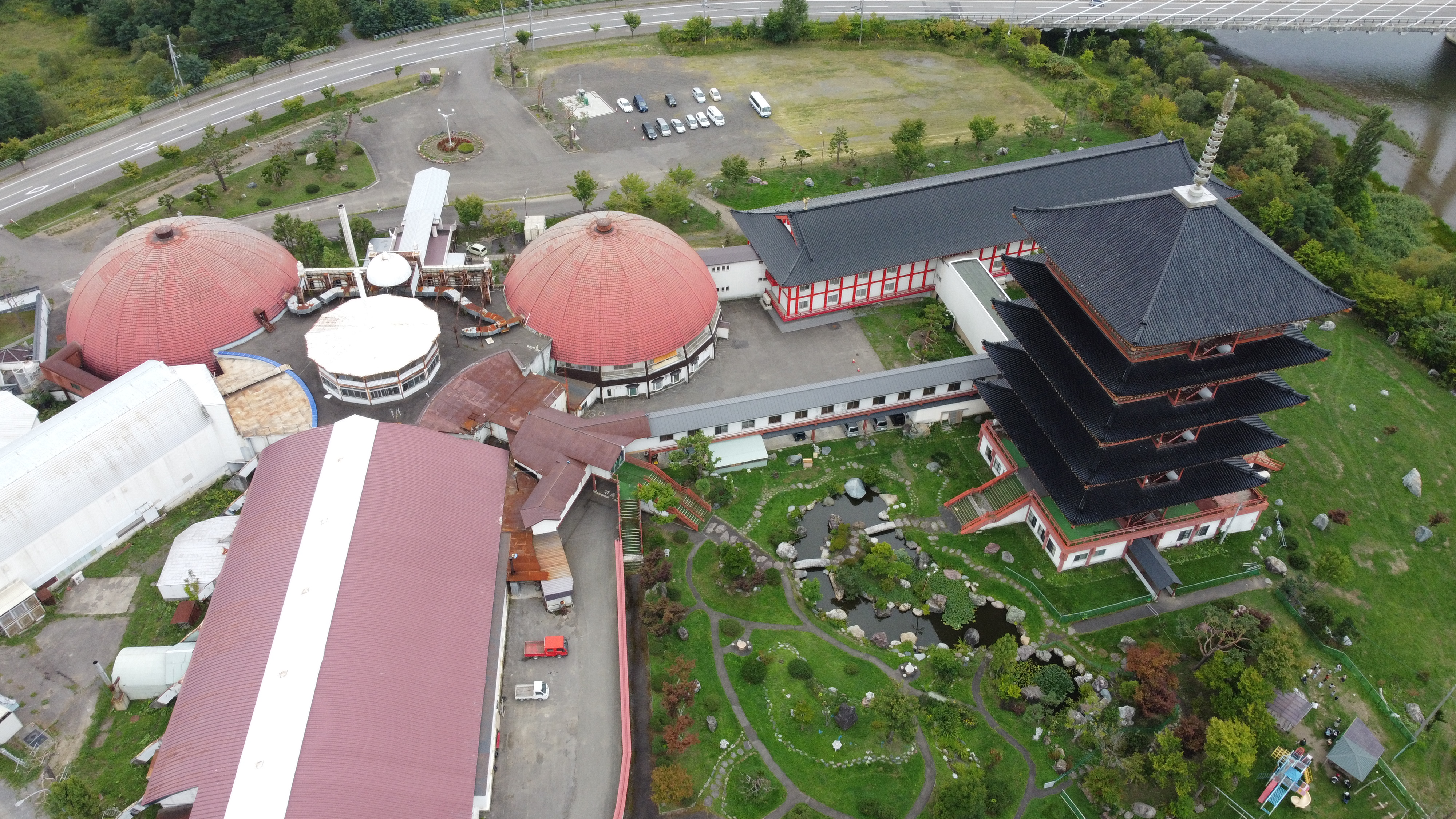
本館・ホテル五重の塔・ホテル三十三間堂周辺空撮（2021年）

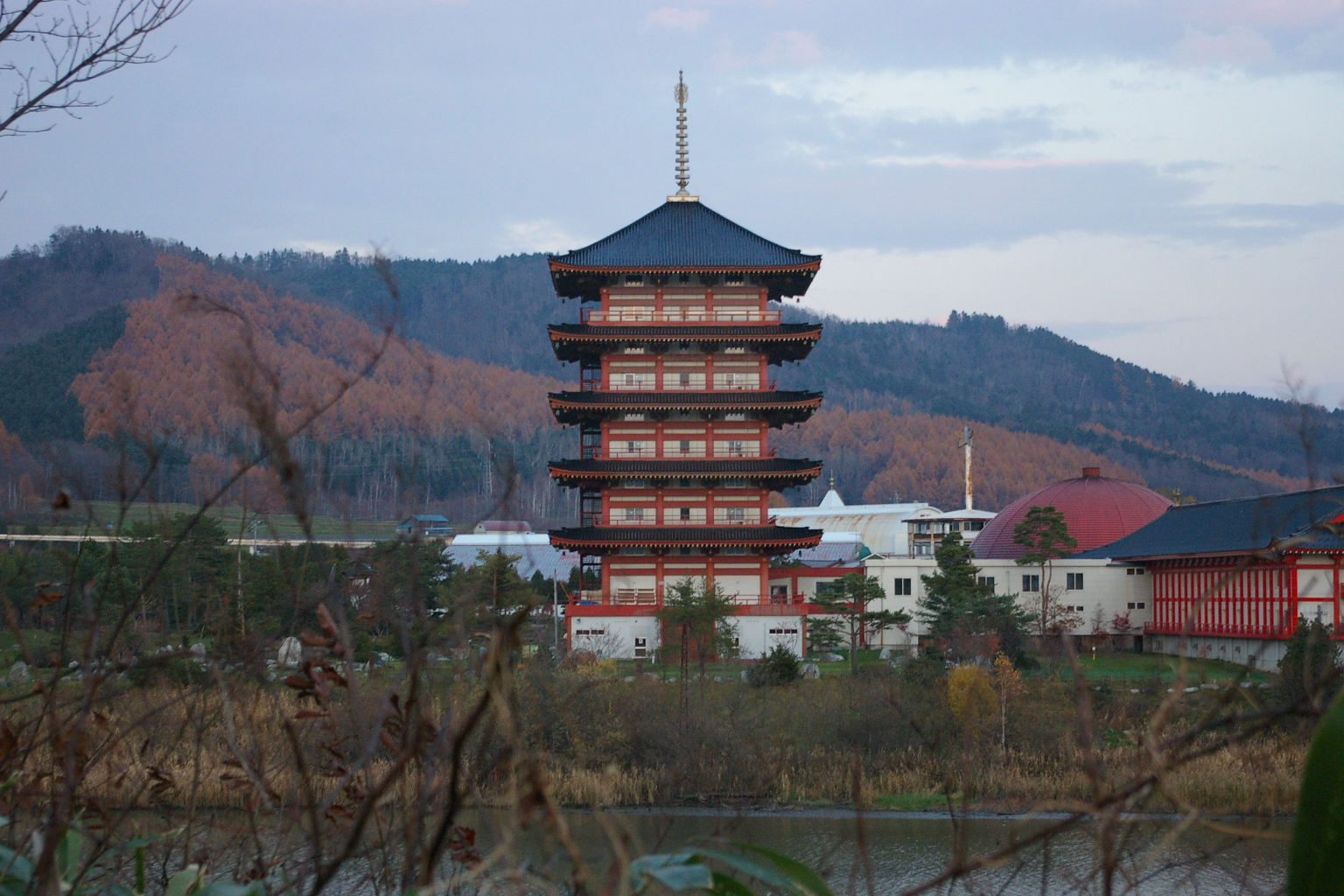
ホテル五重の塔

2階建て延床面積6785平米、洋室12室。1969年の創業時に建設、受付・売店・宴会場・浴室などパブリックスペースの大半が配置されている。一般営業末期時には洋室への一般宿泊客の受入を行わなかった。
- 大浴場 - 銘石2000トンを使用した日本庭園大浴場と大理石彫刻を随所に配置したギリシャ神殿大浴場を男女日替わりで提供[8]、1992年には東屋などを設けた日本庭園調の露天風呂「観音健康薬湯」も増設された[9]。
- 大ホール「お祭り広場」 - 最大2000人を収容し演歌歌手等のタレントを呼び物にした歌謡ショーが開催される。食堂街や土産売店も併設した[11]。
- 宴会場（7室） - お祭り広場のほか和風大広間（128畳）・鶴の間（64畳）・松の間（32畳）・竹の間（28畳）・梅の間（24畳）・鳳凰の間（64畳）[10]
- 会議室（3室） - 寿の間・龍の間・虎の間[10]
- 多目的ホール（2室） - 宮殿大広間（350名）・アミューズメントホール（250名）[10]
- フロント・事務所
- 喫茶・スナック「モルチェ」
- 土産売店
- ゲームコーナー「プレイランド」
- モノレールターミナル

ホテル五重の塔
奈良県にある法隆寺の五重塔をモチーフとした宿泊棟。1977年5月着工、1978年1月開業。高さ56.5m・11階建て和室全43室延床面積2,794平米。10階に展望台を設け、室内に彫像類を展示するとともに園内や芦別市街を一望することができた。
ホテル三十三間堂
京都府の三十三間堂をモチーフとした宿泊棟。2階建て洋室4室・和室52室延床面積3,330平米。1993年5月1日開業、朱塗りの柱はセラミックホーロー焼付とし、屋根には本瓦6万枚や平等院の鳳凰を制作した職人による鳳凰像や、廊下には幅3m・長さ80mの絨毯やセラミック処理の花天井絵1600枚が設置され、部屋には大理石彩色の掛け軸や九谷焼の大型花瓶などを置き、2階ロビーには十二支毎の戦国武将のレプリカ甲冑が展示されていた。

## モノレール
かつて1988年7月31日からは本館3階の「北の京芦別」から大観音一階北西側の「北海道大観音」の2つの駅を結ぶ跨座式モノレールが運行されていた。路線長550m、車両は3両編成で定員80名、最大時速11km。泉陽興業が製造。乗車券は運行休止時点で大観音拝観料などとセットで600円で販売され、開業当時はアトラクションとしても人気を博した。しかし老朽化と多額の修繕費を理由に1999年6月に運行を停止、以降は自動車による送迎とし残されていた軌道も2008年頃に解体され北の京芦別と北海道大観音の2つの廃駅のみが残されている。

## その他
奈良県奈良市の新薬師寺・北の礼拝所として十二支苑という干支の神様を祀った寺院・神社群が敷地内に建てられていた。中央には青銅製の聖徳太子像を収めた聖徳太子堂と周りに十二支の守護神を奉った堂を配した。聖徳太子像は拝観者の賽銭投入位置に応じて回転する仕掛けが組み込まれ、また池では多くの錦鯉が泳いでいた。
その他スポーツ施設として流水ジャンボプールが1985年に開設されたが、後に廃止され跡地には日本庭園パークゴルフ場が運営されていたが、その後庭園となった。

## アクセス
- 空知交通
  - JR北海道芦別駅前より芦別温泉線乗車、「国設芦別スキー場前」下車。

「北の京・芦別」としての営業時には北海道中央バス芦別ターミナル前からの送迎バスを運行。